# Calle Mármoles (Sevilla)
La calle Mármoles es una vía pública de la ciudad española de Sevilla.

## Descripción
La vía discurre desde la calle Aire hasta la plaza de Ramón Ybarra Llosent, a la que llega a la vez que las calles Muñoz y Pabón y Federico Rubio. Tanto con el antiguo título de  «calle de las Columnas de Hércules» como con el actual, alude a tres columnas allí sitas, vestigio de la época romana. Aparece descrita en la Noticia histórica del origen de los nombres de las calles de esta ciudad de Sevilla (1839) de Félix González de León con las siguientes palabras:

Calle de los Mármoles. Està situada en el cuartel B. y en la parroquia de san Nicolas. Segun el respetable autor de las antiguedades de Sevilla, Rodrigo Caro, el templo que los Romanos dedicaron á Hércules en esta ciudad, que era magnífico, tenia un pórtico con seis grandes columnas que venia á estar donde ahora esta calle, de la cual se sacaron las dos columnas colosales que están colocadas á la entrada de la Alameda Vieja. El analista don Diego Ortiz de Zúñiga, disiente de esta opinion, y dice que estas columnas fueron de las seis que puso Hércules en su primer venida á descubrir la tierra, antes de labrarse la ciudad, y sobre ella puso una gran piedra con una inscripcion que decia: aquí será la gran ciudad; y que estas columnas (las que tienen los Hércules de la Alameda) se sacaron del sitio en que está el hospital de santa Marta, y que las otras permanecian en esta calle. Alguna contradiccion encuentro, y entiendo mal el testo de nuestro analista, en cuanto al sitio de donde se sacaron estas columnas; pues estando por la opinion de que son las que puso Hércules al descubrir la tierra, y diciendo al mismo tiempo que las otras permanecen en esta calle, es claro que aquí tambien estarian las que se sacaron y no del sitio de santa Marta, que hay larga distancia. Mas dejando esta cuestion, la comun opinion y la mayor concordancia entre los autores, es que huvo un gran templo dedicado á Hércules por los romanos, y que estuvo donde ahora la parroquia de san Nicolás y esta calle; y aunque nuestro analista (siempre respetable en sus opiniones, por el estudio, conocimientos, tino y verdad con que escribió) sostiene que las columnas son mas antiguas que de los romanos, con lo cual pretende probar que no son del citado templo, no es argumento de gran prueba, pues bien puede ser que siendo las mismas que trabajo, (ó puso) Hércules, hallándolas los romanos al labrar el templo las colocasen en su pórtico, y de este modo ser una cosa y otra. Lo cierto es que en esta calle permanecen en la actualidad otras cuatro columnas, que se ven en sus casas, iguales en tamaño á las que están en la Alameda, y que por estas columnas se llamó la calle antiguamente de las Columnas de Hércules y hoy de los Mármoles con la misma alucion. En ella estaba la casa principal del conde Orgáz. Es muy estrecha y pasa desde la de san Nicolas à la del Aire.
(González de León, 1839, pp. 357-358)